# جمعية الهلال الأحمر في جزر القمر
جمعية الهلال الأحمر في جزر القمر (بالفرنسية:Croissant-Rouge comorien) ، وتقع مقرها الرئيسي في العاصمة موروني.

## وصلات خارجية
- عنوان جمعية الهلال الأحمر في جزر القمر.
- "Algerian Red Crescent". {{استشهاد ويب}}: |format= بحاجة لـ |url= (مساعدة)، النص "http://www.ifrc.org/cgi/pdf_profile.pl?dzprofile.pdf" تم تجاهله (مساعدة)، والوسيط |مسار= غير موجود أو فارع (مساعدة); profilo della Mezzaluna Rossa algerina sul sito ufficiale della Federazione (http://www.ifrc.org)
- "Croissant-Rouge Comorien". {{استشهاد ويب}}: |format= بحاجة لـ |url= (مساعدة)، النص "http://www.ifrc.org/fr/cgi/pdf_profile.pl?kmprofile_fr.pdf" تم تجاهله (مساعدة)، والوسيط |مسار= غير موجود أو فارع (مساعدة); scheda della Mezzaluna Rossa algerina sul sito ufficiale della Federazione (http://www.ifrc.org)